# Franz Pütz
Franz Pütz (* 5. Oktober 1894 in Jerxheim; † 26. Juli 1945 in Thorn) war ein deutscher Arzt, SA-Führer und Medizinpublizist.

## Leben
Franz Pütz war Sohn eines in Jerxheim niedergelassenen Arztes. Er studierte Medizin an der Georg-August-Universität Göttingen und der Universität Rostock.  1924 wurde er in Rostock promoviert.
Von 1923 bis 1935 war Pütz als niedergelassener Arzt in Jerxheim tätig. 1935 wurde er hauptamtlicher Mitarbeiter von Curt Adam, dem damaligen Chefredakteur der Zeitschrift für ärztliche Fortbildung und 1941 sein Nachfolger. Damit wurde er gleichzeitig der letzte Generalsekretär des Reichsausschusses für das ärztliche Fortbildungswesen und Direktor des Berliner Kaiserin-Friedrich-Hauses für das ärztliche Fortbildungswesen in Preußen.
In den Jahren 1943 und 1944 ist Pütz als Abteilungsleiter Gesundheit im Rang eines SA-Oberführers beim Generalkommissariat Estland in Reval nachgewiesen.
Franz Pütz starb 1945 in Thorn.